# Список умерших в 1371 году

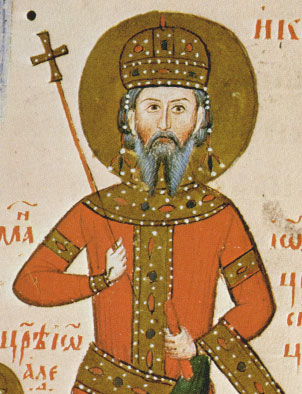
Иван Александр

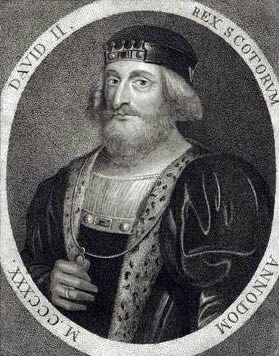
Давид II

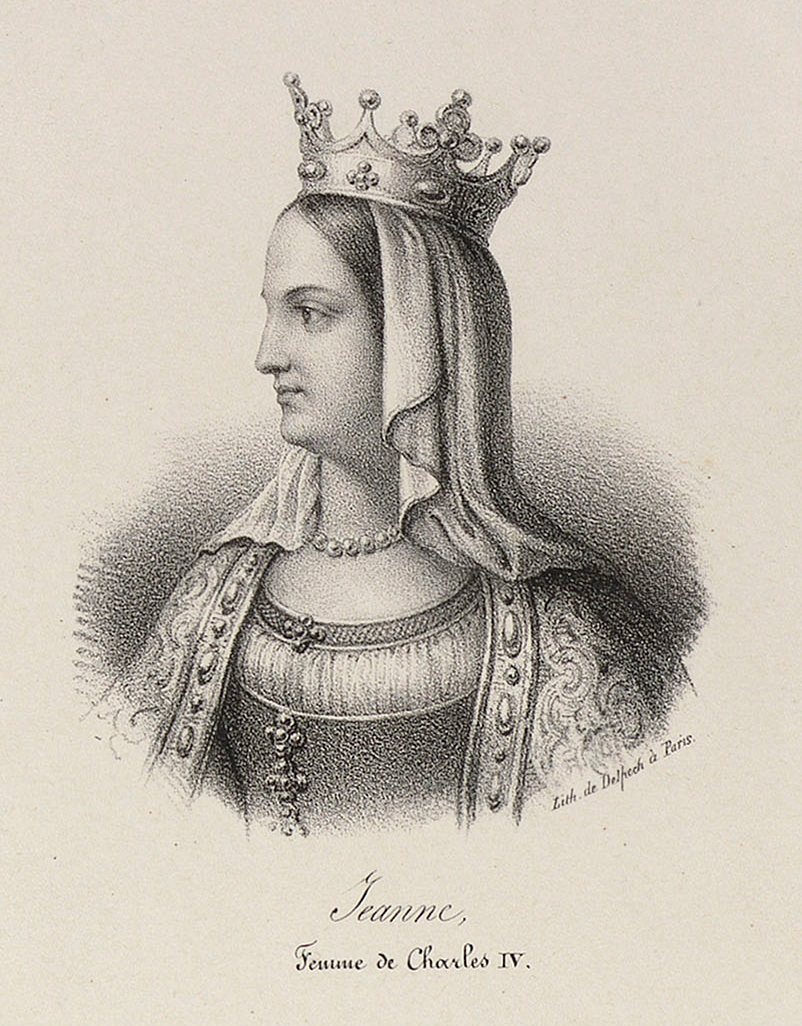
Жанна д’Эврё

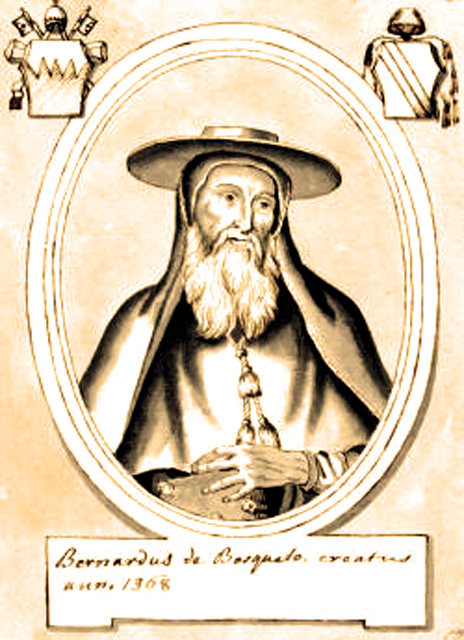
Бернард дю Боске

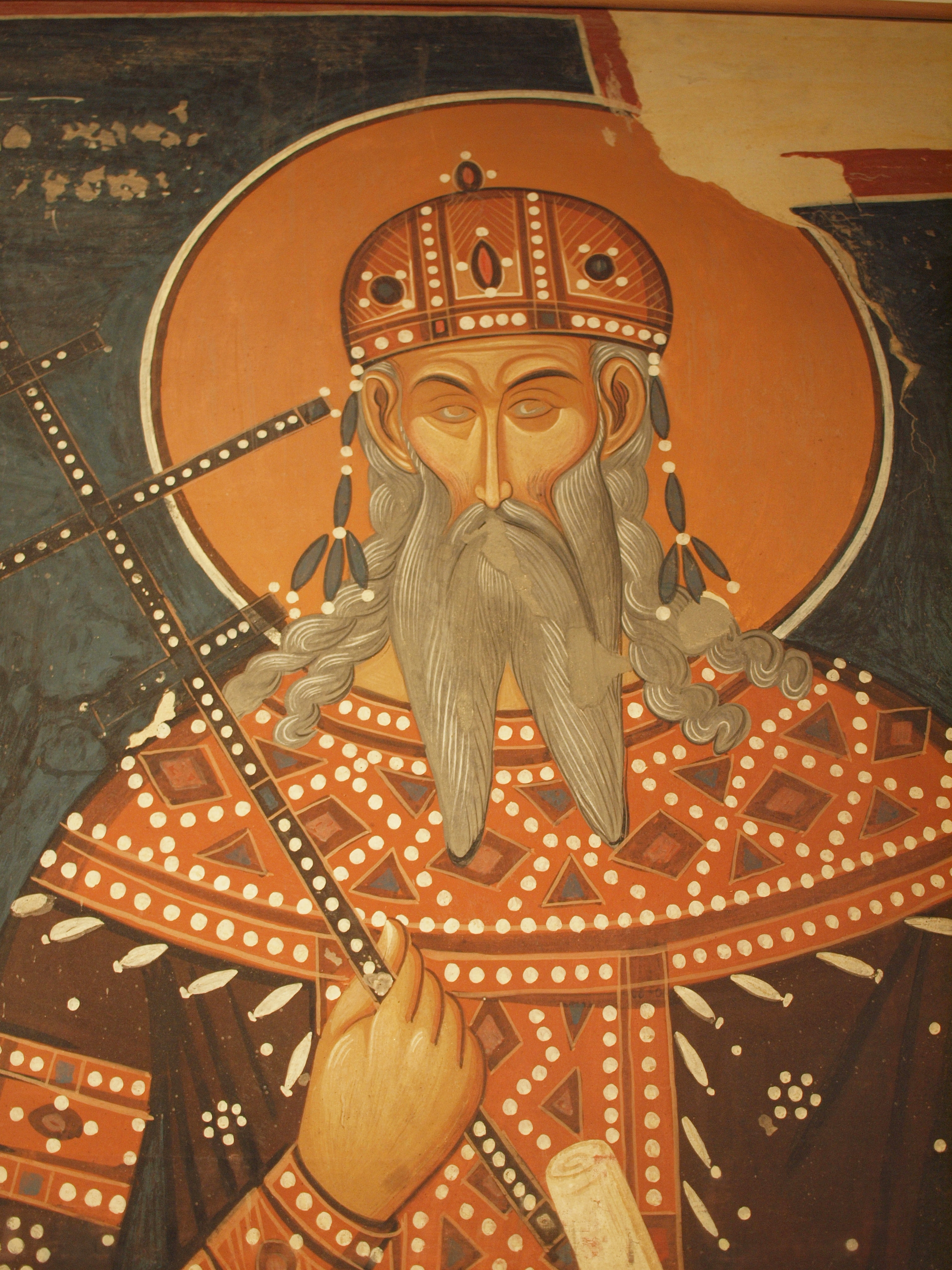
Вукашин Мрнявчевич

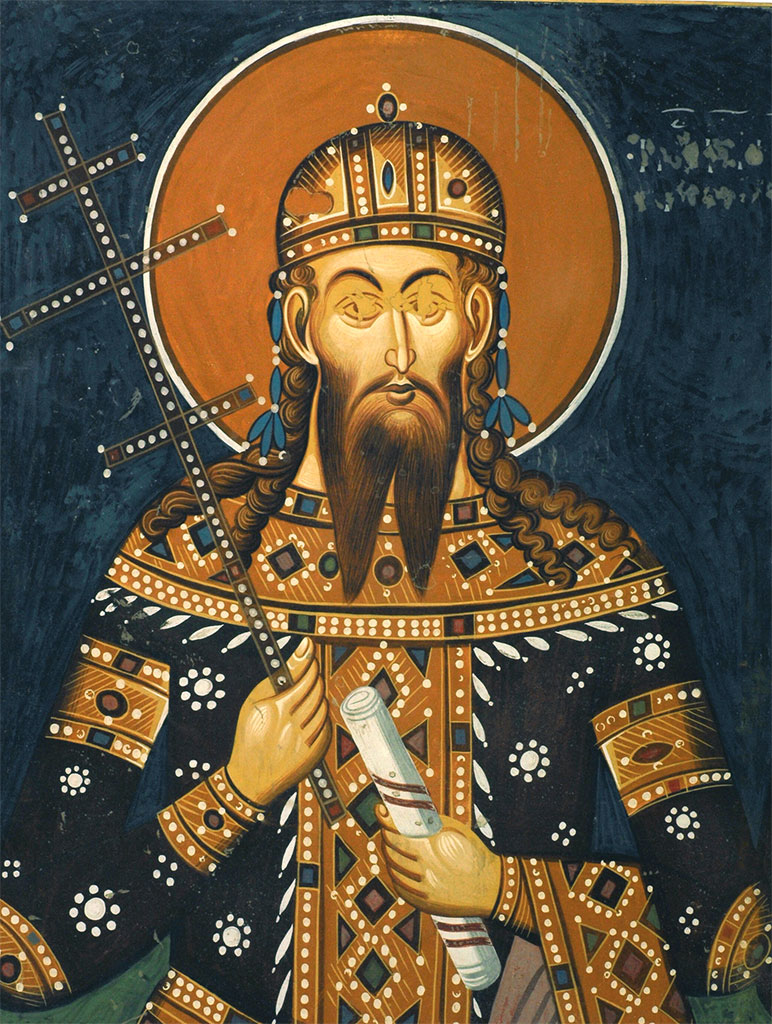
Стефан Урош V

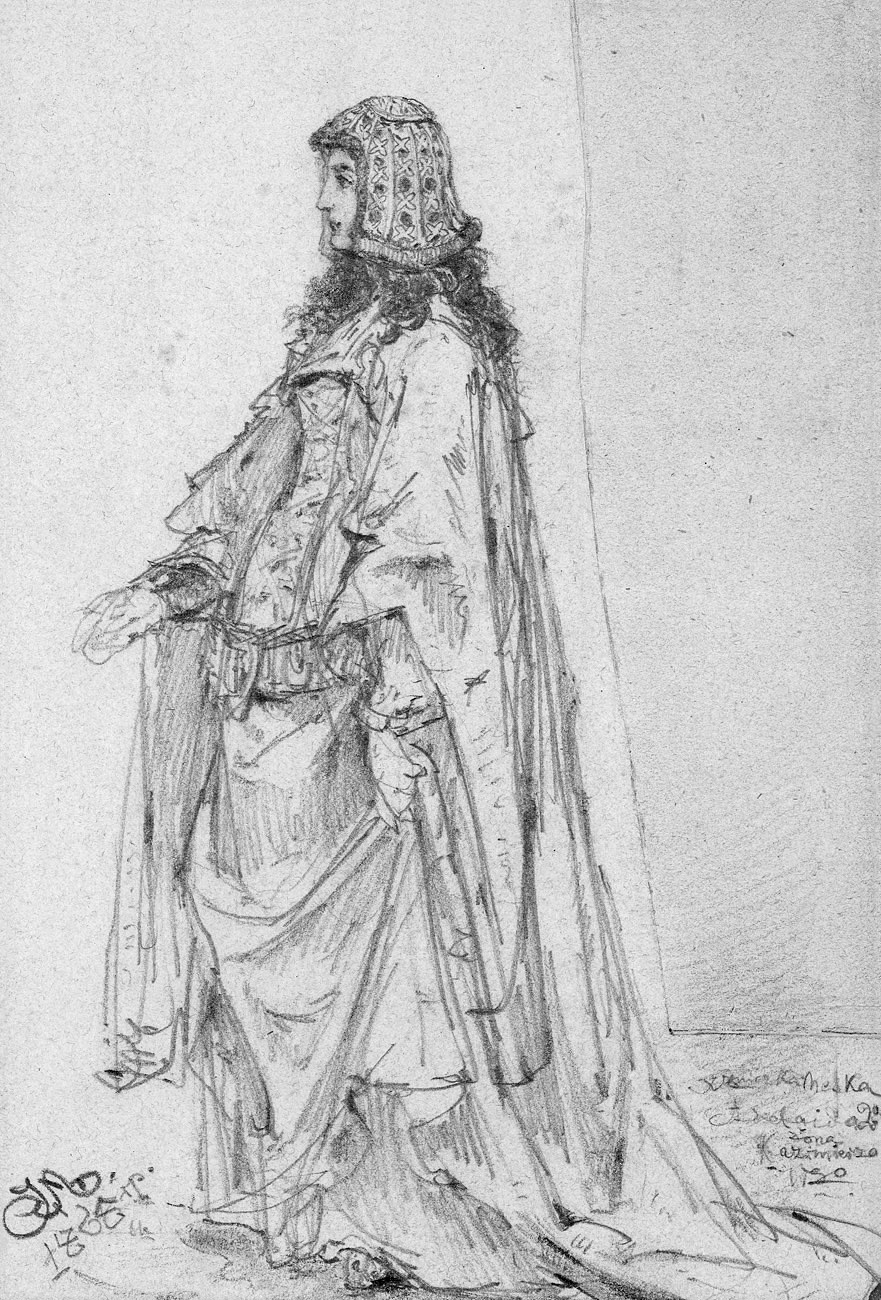
Адельгейда Гессенская

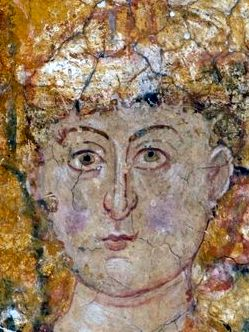
Симеон Синиша Неманич

В этой статье представлен список известных людей, умерших в 1371 году.
См. также: Категория:Умершие в 1371 году

## Январь
- 8 января — Уильям де Феррерс (37) — 3-й барон Феррерс из Гроуби (1343—1371).
- 31 января — Гильом Турпин де Криссе[фр.] — епископ Анжера (1358—1371)

## Февраль
- 12 февраля — Герлах фон Нассау[нем.] — архиепископ Майнца (1346—1371)
- 17 февраля — Иван Александр — Царь Болгарии (1331—1371)
- 21 февраля — Готтфрид IV[нем.] — последний граф Арнсберг (1338—1368)
- 22 февраля — Давид II (46) — король Шотландии (1329—1332, 1336—1371), последний король из династии Брюсов.

## Март
- 4 марта — Жанна д’Эврё — королева-консорт Франции (1325—1328), жена Филиппа IV Красивого
- 26 марта — Николаус фон Лаун[англ.] — чешский августинский монах и теолог, один из первых профессоров Пражского университета

## Апрель
- 19 апреля — Бернард дю Боске — архиепископ Неаполя (1365—1368), кардинал-священник Санти-Апостоли (1368—1371)
- 21 апреля — Джованни Сазиари[англ.] — итальянский крестьянин, блаженный римско-католической церкви, покровитель как францисканских терциариев, так и фермеров.

## Июнь
- 11 июня:
  - Арно Обер[англ.] — епископ Агда (1354), епископ Каркассона (1354—1357), архиепископ Оша (1357—1371), Камерленго (1361—1371), викарий и администратор архиепархии Авиньона (1366—1367);
  - Сигнороло Омодей[итал.] — итальянский юрист.
- 16 июня — Пьер д’Эгрефёй[фр.] — епископ Тюля (1347), епископ Вабра (1347—1349), епископ Клермона (1349—1357), епископ Юзеса (1357—1365), епископ Манда (1366—1368), епископ Авиньона (1368—1371)
- 23 июня — Иоанн V ван Вирнебург[англ.] — князь-епископ Мюнстера (1363—1364), князь-епископ Утрехта (1364—1371)

## Август
- 10 августа — Акаши Какичи[англ.] — японский буддийский монах и слепой странствующий лютнист, который дал эпосу «Повесть о доме Тайра» его нынешнюю форму.
- 22 августа — Эдуард (35) — герцог Гелдерна и граф Цюфтена (1361—1371); убит в битве при Бесвайлере.
- 23 августа — Ги де Люксембург-Линьи — граф де Сен-Поль (под именем Ги VI) (1360—1371), первый граф де Линьи, сеньор Русси и Бовуара (1364—1371); ранен в битве при Бесвайлере и на следующий день убит мародёрами
- 24 августа:
  - Кого Мичимаса[исп.] — японский придворный, найдайдзин (1356—1360), удайдзин (1363—1366), дайдзё-дайдзин (1366—1368);
  - Вальдемар II (князь Анхальт-Цербстский)[англ.] — князь Ангальт-Цербстский (1368—1371) совместно с Иоганн II, князь Анхальт-Цербстский[англ.];
  - Вальдемар II (князь Анхальт-Цербстский)[англ.].

## Сентябрь
- 13 сентября — Неплах (49) — чешский хронист, один из официальных хронистов эпохи Карла IV.
- 16 сентября — Иоанна Французская[англ.] — французская принцесса, дочь короля Франции Филиппа VI де Валуа и его второй жены Бланки Наваррской
- 20 сентября — Иоганн I — граф Нассау-Вейльбурга (1344—1371)
- 26 сентября:
  - Вукашин Мрнявчевич — жупан Прилепа (1350—1355), деспот Прилепа (1355—1366), первый король Прилепа (1366—1371); погиб в битве на Марице;
  - Углеша Мрнявчевич — владетель Серреского деспотства (1355—1371); погиб в битве на Марице.
- Томас де Вер — 8-й граф Оксфорд (1337—1371).

## Ноябрь
- 13 ноября — Хью де Суинфорд, английский рыцарь и землевладелец.
- 16 ноября — Бушар VII — граф Вандома и граф Кастра (1364—1371)

## Декабрь
- 4 декабря:
  - Рейнальд III (38) — герцог Гелдерна и граф Цютфена (1343—1361, 1371);
  - Стефан Урош V Слабый — последний царь Сербии (1355—1371) из рода Неманичей, святой Сербской православной церкви.

## Дата неизвестна или требует уточнения
- Абуль-Бака Халид II — хафсидский правитель Ифрикии.
- Агнесса Цешинская, польская принцесса из цешинской ветви рода Силезских Пястов, жена князя Конрада II Олесницкого.
- Адельгейда Гессенская — дочь ландграфа Гессена Генриха II, королева-консорт Польши (1341—1356), вторая жена короля Казимира III, разведена.
- Александр Стюарт[англ.] — епископ Росса (1350—1371)
- Давид Дд О Хираддаге[англ.] — валлийский поэт и грамматик
- Деян — крупный сербский феодал, севастократор при Стефане Уроше IV Душане (1331—1355) и деспот Велбужда при Стефане Уроше V (1355—1371).
- Джон Павли[англ.] — Великий приор госпитальеров в Англии (1355/1358—1371), адмирал Англии (1360)
- Доменико Гаффаро[англ.] — епископ ордена Азоло (1348—1371)
- Закани Обейд — персидский поэт и прозаик
- Кристин[укр.] — католический епископ галицкий (1366—1361)
- Мартин Лопес де Кордоба[исп.] — магистр Алькантара (1365—1369), магистр ордена Калатравы (1365—1371)
- Мэри де Монтермар[англ.] — дочь Ральфа де Монтермара, 1-го барона Монтермар, графиня-консорт Файф (1306—1353), жена Доннхада IV, графа Файф.
- Павел (латинский патриарх Константинопольский)[англ.] — латинский архиепископ Смирны (1345—1357), латинский архиепископ Фив (1357—1366), латинский патриарх Константинополя (1366—1371)
- Песко[пол.] — силезский архитектор
- Фьоренца I Санудо — герцогиня Наксоса (1362—1371), совместно с мужем Никколо II Санудо Спеццабанда (1364—1371).
- Симеон Синиша Неманич — деспот Эпира (1347—1356), титулярный царь сербов и греков (1356—1371), царь Эпира (1359—1366), правитель Фессалии (1359—1371).
- Симон Локард[англ.] — шотландский рыцарь, активный участник неудачной попытки перенесения сердца Роберта Брюса в Святую землю в 1330 году. Хозяин волшебного талисмана из романа Вальтера Скотта «Талиман».
- Син Дон[англ.] — буддийский монах, учитель и наставник вана Корё Конмина
- Томас де Берли[англ.] — лорд-канцлер Ирландии (1356—1364, 1368—1371)